# U-380 (tàu ngầm Đức)
U-380 là một tàu ngầm tấn công  Lớp Type VII thuộc phân lớp Type VIIC được Hải quân Đức Quốc Xã chế tạo trong Chiến tranh Thế giới thứ hai. Nhập biên chế năm 1941, nó dành phần lớn quãng đời phục vụ để hoạt động tại khu vực Địa Trung Hải, thực hiện được mười hai chuyến tuần tra, đánh chìm hoặc gây tổn thất toàn bộ cho ba tàu buôn với tổng tải trọng 21.241 GRT cùng gây hư hại cho một tàu buôn khác tải trọng 7.191 GRT. Đang khi neo đậu tại cảng Toulon, Pháp, U-380 bị đánh chìm do trúng bom trong một cuộc không kích của lực lượng Đồng Minh vào ngày 11 tháng 3, 1944.

## Thiết kế và chế tạo

### Thiết kế

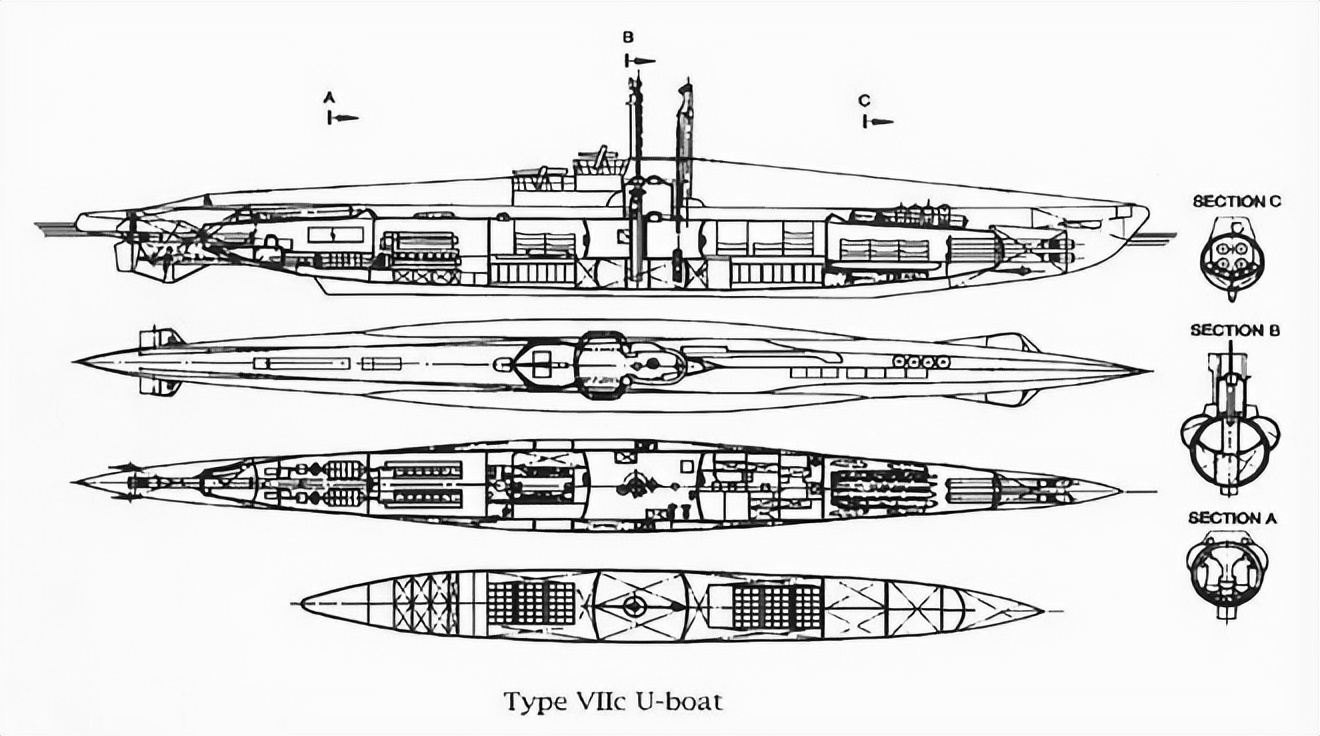
Sơ đồ các mặt cắt một tàu ngầm Type VIIC

Phân lớp VIIC của Tàu ngầm Type VII là một phiên bản VIIB được kéo dài thêm. Chúng có trọng lượng choán nước 769 t (757 tấn Anh) khi nổi và 871 t (857 tấn Anh) khi lặn). Con tàu có chiều dài chung 67,10 m (220 ft 2 in), lớp vỏ trong chịu áp lực dài 50,50 m (165 ft 8 in), mạn tàu rộng 6,20 m (20 ft 4 in), chiều cao 9,60 m (31 ft 6 in) và mớn nước 4,74 m (15 ft 7 in).
Chúng trang bị hai động cơ diesel Germaniawerft F46 siêu tăng áp 6-xy lanh 4 thì, tổng công suất 2.800–3.200 PS (2.100–2.400 kW; 2.800–3.200 bhp), dẫn động hai trục chân vịt đường kính 1,23 m (4,0 ft), cho phép đạt tốc độ tối đa 17,7 kn (32,8 km/h), và tầm hoạt động tối đa 8.500 nmi (15.700 km) khi đi tốc độ đường trường 10 kn (19 km/h). Khi đi ngầm dưới nước, chúng sử dụng hai động cơ/máy phát điện Garbe, Lahmeyer & Co. RP 137/c  tổng công suất 750 PS (550 kW; 740 shp). Tốc độ tối đa khi lặn là 7,6 kn (14,1 km/h), và tầm hoạt động 80 nmi (150 km) ở tốc độ 4 kn (7,4 km/h). Con tàu có khả năng lặn sâu đến 230 m (750 ft).
Vũ khí trang bị có năm ống phóng ngư lôi 53,3 cm (21 in), bao gồm bốn ống trước mũi và một ống phía đuôi, và mang theo tổng cộng 14 quả ngư lôi, hoặc tối đa 22 quả thủy lôi TMA, hoặc 33 quả TMB. Tàu ngầm Type VIIC bố trí một hải pháo 8,8 cm SK C/35 cùng một pháo phòng không 2 cm (0,79 in) trên boong tàu. Thủy thủ đoàn bao gồm 4 sĩ quan và 40-56 thủy thủ.

### Chế tạo
U-380 được đặt hàng vào ngày 16 tháng 10, 1939, và được đặt lườn tại xưởng tàu của hãng Howaldtswerke ở Kiel vào ngày 1 tháng 10, 1940. Nó được hạ thủy vào ngày 5 tháng 11, 1941, và nhập biên chế cùng Hải quân Đức Quốc Xã vào ngày 22 tháng 12, 1941 dưới quyền chỉ huy của Hạm trưởng, Đại úy Hải quân Josef Röther.

## Lịch sử hoạt động

### 1942

#### Chuyến tuần tra thứ nhất
Sau khi di chuyển từ cảng Kiel, Đức đến cảng Trondheim, Na Uy vào đầu tháng 8, 1942, U-380 khởi hành từ đây vào ngày 22 tháng 8 cho chuyến tuần tra đầu tiên trong chiến tranh. Nó băng qua khe GIUK giữa quần đảo Faroe và Iceland để vòng qua quần đảo Anh và hoạt động trong vùng biển giữa Bắc Đại Tây Dương về phía Đông Nam Greenland.
Trong khi tìm cách tấn công Đoàn tàu ON-127 vào ngày 12 tháng 9 tại khu vực giữa Đại Tây Dương, U-380 bị các tàu hộ tống cho đoàn tàu phát hiện và bị tấn công bằng mìn sâu, làm hỏng một trong các động cơ diesel. Hư hại không nghiêm trọng đến mức phải hủy bỏ chuyến tuần tra, nhưng chiếc U-boat không tiếp tục tấn công. Một tuần sau đó, 18 tháng 9, nó phóng ngư lôi tấn công và đánh chìm tàu buôn Na Uy Olaf Fostenes 2.994 GRT đang di chuyển độc lập không được hộ tống, tại tọa độ 44°56′B 41°05′T / 44,933°B 41,083°T; toàn bộ 36 thành viên thủy thủ đoàn đều sống sót. Kết thúc chuyến tuần tra, U-380 đi đến cảng St. Nazaire bên bờ Đại Tây Dương của Pháp đã bị Đức chiếm đóng, đến nơi vào ngày 7 tháng 10.

#### Chuyến tuần tra thứ hai
U-380 rời cảng St. Nazaire vào ngày 5 tháng 11 cho chuyến tuần tra thứ hai, với nhiệm vụ sẽ chuyển sang hoạt động trong khu vực Địa Trung Hải. Sau khi vượt qua thành công eo biển Gibraltar được phía Đồng Minh canh phòng nghiêm ngặt vào ngày 10 tháng 11, sang ngày hôm sau nó đã phóng ngư lôi đánh chìm chiếc tàu biển chở hành khách Hà Lan Nieuw Zeeland 11.069 GRT, vốn được sử dụng như tàu chở quân và đang trong chặng quay trở về sau khi tham gia cuộc đổ bộ lên Bắc Phi trong khuôn khổ Chiến dịch Torch. Chiếc tàu ngầm kết thúc chuyến tuần tra tại cảng La Spezia, Ý vào ngày 19 tháng 11; nơi đây trở thành căn cứ hoạt động của nó trong suốt năm chuyến tuần tra tiếp theo.

#### Chuyến tuần tra thứ ba
Trong chuyến tuần tra tiếp theo, diễn ra từ ngày 28 tháng 11 đến ngày 23 tháng 12, U-380 đi đến hoạt động tại vùng biển Bắc Phi ngoài khơi Algérie.

### 1943

#### Chuyến tuần tra thứ tư và thứ năm
Chiếc tàu ngầm đã hoạt động dọc theo bờ biển phía Tây của bán đảo Ý trong chuyến tuần tra ngắn tiếp theo từ ngày 1 đến ngày 6 tháng 2.
Sau đó chuyến tuần tra thứ năm diễn ra từ ngày 10 tháng 3 đến ngày 5 tháng 4, khi U-380 quay trở lại hoạt động dọc bờ biển Bắc Phi ngoài khơi Algérie. Lúc 18 giờ 45 phút ngày 15 tháng 3, nó phóng ngư lôi tấn công Đoàn tàu ET-14, và đánh trúng chiếc tàu Liberty Anh Ocean Seaman 7.178 GRT ở vị trí khoảng 60 nmi (110 km) về phía Tây Algiers. Bị hư hại nặng, chiếc tàu buôn Anh được kéo đến mắc cạn gần Algiers và được xem là tổn thất toàn bộ.

#### Chuyến tuần tra thứ sáu và thứ bảy
Lên đường vào ngày 5 tháng 5 cho chuyến tuần tra thứ sáu, U-380 hoạt động trong Địa Trung Hải giữa đảo Sicilia và Tunisia. Vào ngày 10 tháng 5, nó cứu vớt năm binh lính Đức đào thoát khỏi Tunisia trên một chiếc xuồng nhỏ, và đã đưa họ đến La Spezia khi kết thúc chuyến tuần tra vào ngày 16 tháng 5.
Chuyến tuần tra tiếp theo diễn ra từ ngày 7 tháng 6 đến ngày 6 tháng 7, khi U-380 hoạt động dọc bờ biển Bắc Phi ngoài khơi Algérie. Khi kết thúc chuyến tuần tra, chiếc tàu ngầm chuyển đến cảng Toulon ở miền Nam nước Pháp; nơi đây trở thành căn cứ hoạt động chính của U-380 cho đến khi nó bị mất.

#### Chuyến tuần tra thứ tám
U-380 thực hiện chuyến tuần tra thứ tám từ ngày 11 tháng 8 đến ngày 7 tháng 9 để hoạt động trong vùng biển Tây Địa Trung Hải giữa các đảo Sicilia và Sardegna. Vào ngày 23 tháng 8, nó phóng ngư lôi tấn công chiếc tàu Liberty Hoa Kỳ Pierre Soulé 7.191 GRT ở vị trí khoảng 35 nmi (65 km) về phía Tây Bắc Palermo. Một quả ngư lôi duy nhất đánh trúng bánh lái, khiến động cơ và chân vịt bị hư hại nặng, nhưng chiếc Liberty vẫn nổi được, và được kéo về Bizerte, và sau đó đến cảng Taranto để sửa chữa.

#### Chuyến tuần tra thứ chín và thứ mười
Từ căn cứ Toulon, Pháp, U-380 thực hiện lên tiếp hai chuyến tuần tra: từ ngày 30 tháng 9 đến ngày 11 tháng 10, và từ ngày 28 tháng 10 đến ngày 11 tháng 11. Nó hoạt động trong vùng biển Tây Địa Trung Hải giữa các đảo Sicilia và Sardegna, nhưng không đánh chìm được mục tiêu nào.

### 1944

#### Chuyến tuần tra thứ mười một
U-380 khởi hành từ Toulon vào ngày 20 tháng 12, 1943  cho chuyến tuần tra thứ mười một, và đã lại hoạt động dọc bờ biển Bắc Phi ngoài khơi Algérie. Nó kết thúc chuyến tuần tra vào ngày 21 tháng 1, 1944.

#### Bị mất
Đang khi neo đậu trong cảng Toulon, Pháp vào ngày 11 tháng 3,  1944, U-380 cùng với tàu ngầm U-410 bị trúng bom ném từ máy bay ném bom của Không lực 15 Không lực Lục quân Hoa Kỳ trong một đợt không kích. U-380 đắm tại tọa độ 43°07′B 5°55′T / 43,117°B 5,917°T; một thành viên thủy thủ đoàn đã tử trận trong cuộc không kích này.

### "Bầy sói" tham gia
U-380 từng tham gia bốn bầy sói:
- Stier (29 tháng 8 – 2 tháng 9, 1942)
- Vorwärts (2 – 25 tháng 9, 1942)
- Delphin (5 – 12 tháng 11, 1942)
- Wal (12 – 15 tháng 11, 1942)

### Tóm tắt chiến công
U-380 đã đánh chìm hoặc gây tổn thất toàn bộ cho ba tàu buôn với tổng tải trọng 21.241 GRT cùng gây hư hại cho một tàu buôn khác tải trọng 7.191 GRT:
| Ngày              | Tên tàu       | Quốc tịch      | Tải trọng | Số phận          |
| ----------------- | ------------- | -------------- | --------- | ---------------- |
| 18 tháng 9, 1942  | Olaf Fostenes | Norway         | 2.994     | Bị đánh chìm     |
| 11 tháng 11, 1942 | Nieuw Zeeland | Netherlands    | 11.069    | Bị đánh chìm     |
| 15 tháng 3, 1943  | Ocean Seaman  | United Kingdom | 7.178     | Tổn thất toàn bộ |
| 23 tháng 8, 1943  | Pierre Soulé  | United States  | 7.191     | Bị hư hại        |